# Саво Оровић
Саво Оровић (Лијева Ријека, 30. јануар 1888 — Београд, 22. јун 1974), учесник Првог светског рата, пуковник Југословенске војске, учесник Априлског рата и Народноослободилачке борбе и генерал-пуковник ЈНА. Први је начелник Војне академије у послератној Југославији, од 1944. до 1947. године.

## Биографија
Рођен је 30. јануара 1888. године у Лијевој Ријеци. Пешадијску школу завршио је на Цетињу 1910. године, а потом је од 1914. године живео у Јужној Америци, где је емигрирао из политичких разлога. Године 1915. се вратио у Црну Гору и учествовао у Првом светском рату као официр Црногорске војске. Био је командир извиђачког вода у Доњовасојевићкој бригади. После капитулације Војске Црне Горе, јануара 1916. године, учествовао је као комита у борби против аустроугарског окупатора. Ухапшен је након што је потказан од стране јатака и осуђен на десет година робије, коју је издржавао у Подгорици, у затвору „Јусовача”. Из затвора је изашао 1918. године.
После завршетка Првог светског рата и стварања Краљевине Срба, Хрвата и Словенаца, ступио је у Војску Краљевине СХС, јула 1919. године, у чину пешадијског потпоручника, да би у децембру исте године био произведен у поручника. Године 1933. завршио је Информативни течај Пешадијске официрске школе у Сарајеву. У Југословенској краљевској војсци имао је чин пуковника и био на дужности команданта батаљона у 151. пешадијском пуку у Боки которској. Капетан друге класе постао је 1923, капетан прве класе 1926. године, потпуковник 1936. — у то време налазио се на месту команданта деташованог батаљона у Невесињу — и коначно пуковник 1940. године.
После Априлског рата и капитулације Краљевске војске, избегао заробљавање и вратио се у родни крај, где је активно учествовао у припремама за Тринаестојулски устанак. У Никшићки партизански одред ступио је 17. јула 1941. године. Био је међу ретким вишим официрима Краљевске војске који су ступили у партизане. Када су маја 1943. године уведени чинови у НОВЈ, одлуком Врховног команданта НОВ и ПОЈ Јосипа Броза Тита, Саву Оровићу је првом додељен чин генерал-лајтнанта, други је био Јакоб Авшич.
У току Народноослободилачког рата (НОР) био је на функцијама: 
- војног саветника Оперативног штаба НОП одреда Херцеговине;
- команданта Никшићког НОП одреда, од 1941;
- члана Главног штаба НОП одреда Црне Горе и Боке и члан Врховног штаба НОВ и ПОЈ, од 1942;
- команданта Официрске школе Врховног штаба НОВ и ПОЈ, од маја 1942;
- војног саветника Прве, Друге и Треће дивизије;
- начелника Главног штаба НОВ и ПО Војводине, од 1943;
- команданта Пешадијског војног училишта (касније Војне академије ЈНА), од децембра 1944. до 1947. године.[4]

Генерал-лајтнант Саво Оровић је за време битке на Сутјесци својим фотоапаратом сликао Јосипа Броза Тита рањеног испред једне пећине са Иваном Рибаром.
Члан Комунистичке партије Југославије (КПЈ) постао је 1943. године. Током НОР-а учествовао у многим борбама: на Купресу, на Сутјесци, у Фрушкој гори, код Брчког и Бијељине и у десанту на Дрвар. Био је члан Антифашистичког већа народног ослобођења Југославије (АВНОЈ).

### Послератни период
После ослобођења Југославије, вршио разне дужности у Југословенској народној армији (ЈНА), у Генералштабу. Пензионисан је 1952. године у чину генерал-пуковника ЈНА. Биран је за посланика Савезне народне скупштине и Народне скупштине Народне Републике Црне Горе.
Преминуо је 22. јуна 1974. године у Београду. Сахрањен је у породичној гробници на Новом гробљу у Београду.
Носилац је Партизанске споменице 1941. и других високих југословенских одликовања, међу којима су — Орден народног ослобођења, Орден партизанске звезде првог реда, Орден заслуга за народ првог реда, Орден братства и јединства првог реда, Орден народне армије првог реда и Орден за храброст.
Од одликовања Краљевине Југославије, истичу се Орден Белог орла и Медаља за војничке врлине, а од иностраних одликовања совјетски Орден Кутузова другог степена, чехословачки Орден белог лава и француски Ратни крст 1939–1945.

## Дела
Објавио је следећа дела:
- „Невесињски устанак у песми и прози“, Загреб, 1936;
- „Четници и партизани“, Вис, 1944;
- „Албум фотографија из народноослободилачког рата“, Београд, 1951;
- „Изненађење у рату“, Београд, 1954;
- „Морално васпитање“, Београд, 1962;
- „Ратни дневник 1941—1945“, Београд, 1972.[6]

Године 1960. са чешког језика превео је књигу „Марко Миљанов”, аутора Јозефа Холечека.

## Фото-галерија
- Саво Оровић, трећи здесна, са Владом Поповићем, Иваном Рукавином, Арсом Јовановићем, Милованом Ђиласом и Павлом Илићем, 1942.
- Саво Оровић на пријему код маршала Тита, 1951.
- Партизанска споменица 1941.